# 존 매컬리스

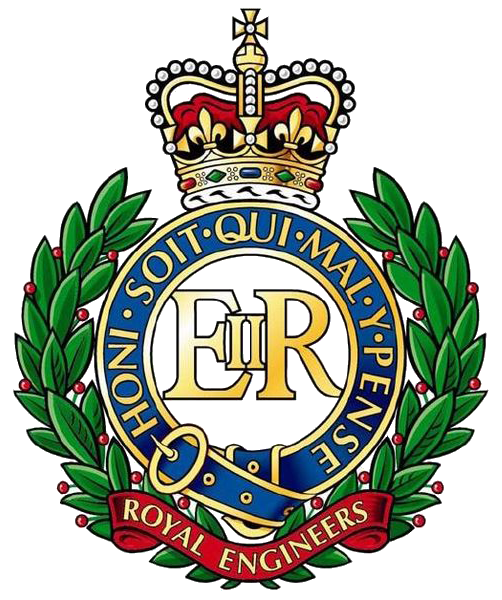

존 토머스 "맥" 매컬리스(영어: John Thomas "Mac" McAleese, 1949년 4월 25일 ~ 2011년 8월 26일)는 SAS 팀을 주도했던 영국 육군의 병사이다. SAS 출신 폭파전문가 대사관 인질극 제압도 참전했다. 아들도 SAS 대원이었으나 2009년 29살의 나이로 아프가니스탄에서 살해 당한다. 존 매컬리스는 그리스에서 2011년 8월 28일 아들 전사일 1일 전 심장마비로 사망했다.